# 1246年
| 千纪： | 2千纪 |
| 世纪： | 12世纪 \| 13世纪 \| 14世纪                                                                                 |
| 年代： | 1210年代 \| 1220年代 \| 1230年代 \| 1240年代 \| 1250年代 \| 1260年代 \| 1270年代                           |
| 年份： | 1241年 \| 1242年 \| 1243年 \| 1244年 \| 1245年 \| 1246年 \| 1247年 \| 1248年 \| 1249年 \| 1250年 \| 1251年 |
| 纪年： | 丙午年（马年）；大理道隆八年；蒙古定宗元年；南宋淳祐六年；越南天應政平十五年；日本寬元四年                 |

## 大事记
- 諾森四世派柏郎嘉宾赴蒙古帝国。
- 藤原賴經被北條時賴流放到京都。
- 蒙古帝国金帳汗国可汗拔都命加利西亞丹尼爾·羅曼諾維奇到汗國都城覲見以表示臣服。
- 蒙古帝國王子闊端請萨迦·班智达到涼州。
- 8月24日——贵由登基，成为第三位大蒙古国皇帝（蒙古帝国大汗），后追尊为元定宗。
- 9月30日——弗拉基米爾大公與基輔大公雅羅斯拉夫二世·弗謝沃洛多維奇因捲入蒙古大汗和金帳汗國的權力鬥爭，被乃馬真後毒死于哈拉和林，金帳汗國封雅羅斯拉夫二世·弗謝沃洛多維奇的兒子亞歷山大·雅羅斯拉維奇·涅夫斯基為基輔大公，弗谢沃洛德·尤里耶维奇（大窝）第6子斯維亞托斯拉夫·弗謝沃洛多維奇為弗拉基米爾大公。
- 柏郎嘉賓奉教宗依諾增爵四世派遣，攜國書前往蒙古帝國，抵達上都哈拉和林晉見蒙古大汗貴由，成為第一個到達蒙古宮廷的歐洲人，贵由用波斯語致信教宗依諾增爵四世，要求教宗和其他歐洲君主向蒙古臣服。

## 出生
- 若望·孟高維諾
- 耶律希亮
- 洞院愔子
- 竹崎季長
- 乞剌斯八斡節兒
- 釋達益巴
- 汪惟孝
- 完澤
- 鮮于樞

## 逝世
- 昭慈皇后，又稱乃馬真后，是元太宗窩闊台的第六皇后，元定宗貴由的母親，1242年至1246年臨朝稱制。
- 淳祐六年南宋曆九月三日：孟珙在江陵府過世。
- 9月30日——雅羅斯拉夫二世·弗謝沃洛多維奇，佩列亚斯拉夫王公（1200年~1206年），佩列斯拉夫尔-扎列斯基王公（1212年~1238年），基辅大公（1236年，1238年，1243年~1246年），弗拉基米尔大公（1238年~1246年在位）。羅斯國家基輔羅斯未任君主，基輔羅斯被蒙古帝國滅亡後被立為蒙古人的政治傀儡。